# Viaduc de l'Arrêt-Darré
Le Viaduc de l'Arrêt-Darré est un pont routier français en courbe de 512 mètres de longueur emprunté par l'autoroute A64 Toulouse-Bayonne situé sur les communes de Mascaras et Lhez dans le département des Hautes-Pyrénées, en région Occitanie.

## Implantation géographique
L'Arrêt-Darré est une rivière qui prend sa source à Bagnères-de-Bigorre, c'est un affluent gauche de l'Arros, dans le bassin versant de l'Adour. Le viaduc, qui a pris son nom, l'enjambe allégrement ainsi que la RN 117 entre deux versants de la vallée d'une largeur bien supérieure à celle de la rivière. La hauteur maximale au-dessus de la rivière est de 43 m.

## Caractéristiques
Le viaduc a été construit en deux ans et huit mois, avec une centrale à béton installée à proximité du site durant la fabrication, de 1984 à 1987.
Les quantités de béton mises en œuvre sont de 5 000 m3 pour les appuis et fondations et de 7 580 m3 pour le tablier. La quantité d’aciers passifs pour les appuis et fondations est de 505 tonnes et de 1 300 tonnes pour le tablier. Les aciers de précontrainte transversale sont de 72,5 tonnes, de 165 tonnes pour la précontrainte longitudinale intérieure et de 144 tonnes pour la précontrainte longitudinale extérieure.
Le basculement des fléaux du tablier (chacun de 3 200 tonnes) a dû prendre en compte la courbure du pont (rayon de 1 250 m) et la pente de 3,78 %.

## Conservation de la nature
Des espèces protégées de chauves-souris comme le petit rhinolophe (Rhinolophus hipposideros) et le murin de grande taille (Myotis myotis/blythii) ont adopté le viaduc. Des conventions de protection ont été entérinées et des petits aménagements appropriés ont été réalisés pour optimiser la présence des animaux.

## Travaux en perspective
Moins de deux mois après l'effondrement du pont Morandi le 14 août 2018 à Gênes, Élisabeth Borne, ministre des transports, a publié une liste de 23 ponts français nécessitant des travaux. Avec 21 autres ponts en France, le viaduc de l'Arrêt-Darré est de ceux dont la qualité, la structure sont certes altérées et nécessitent des réparations mais sans cependant présenter un caractère d'urgence.

## Galerie

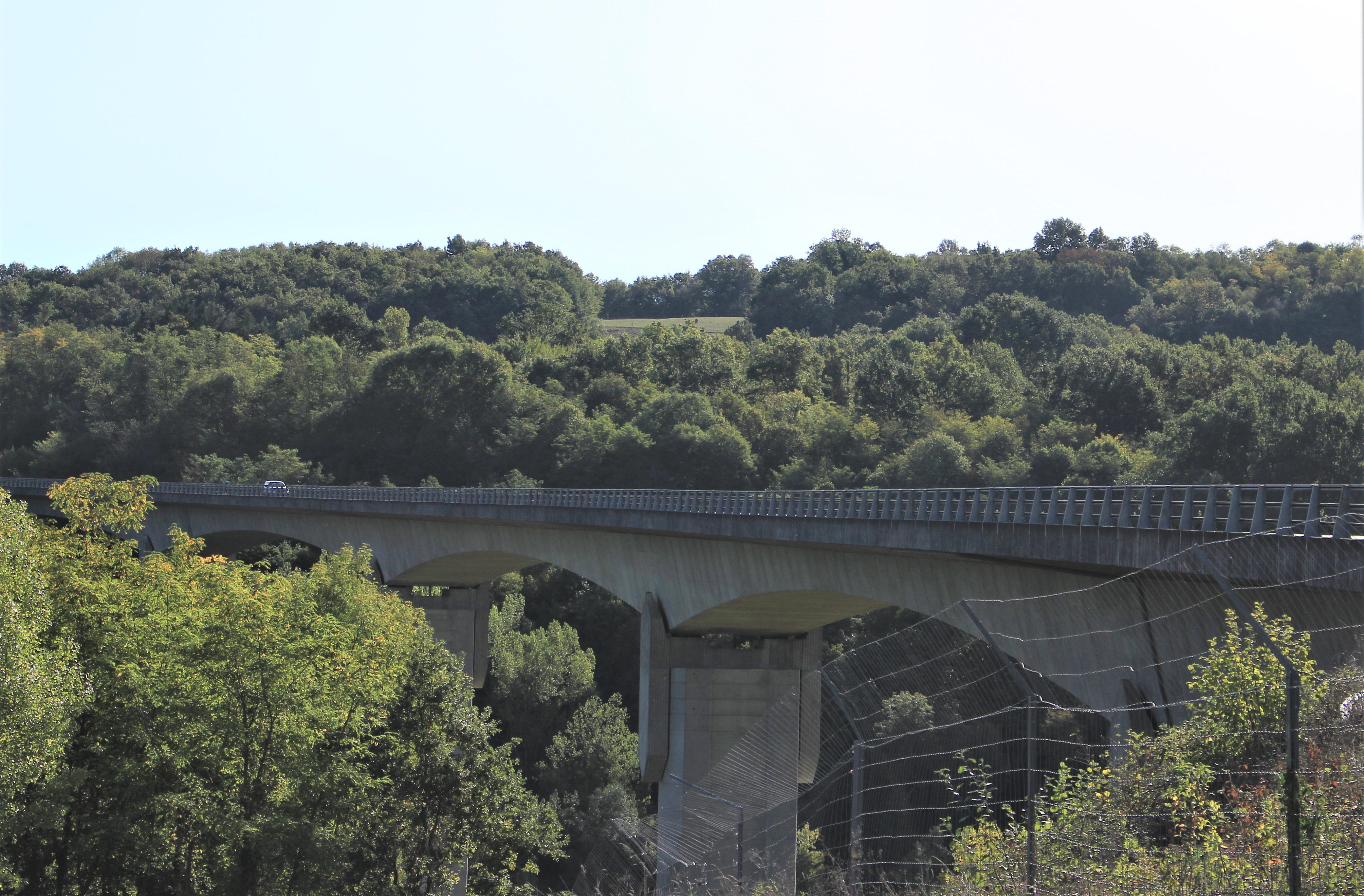
Le viaduc.
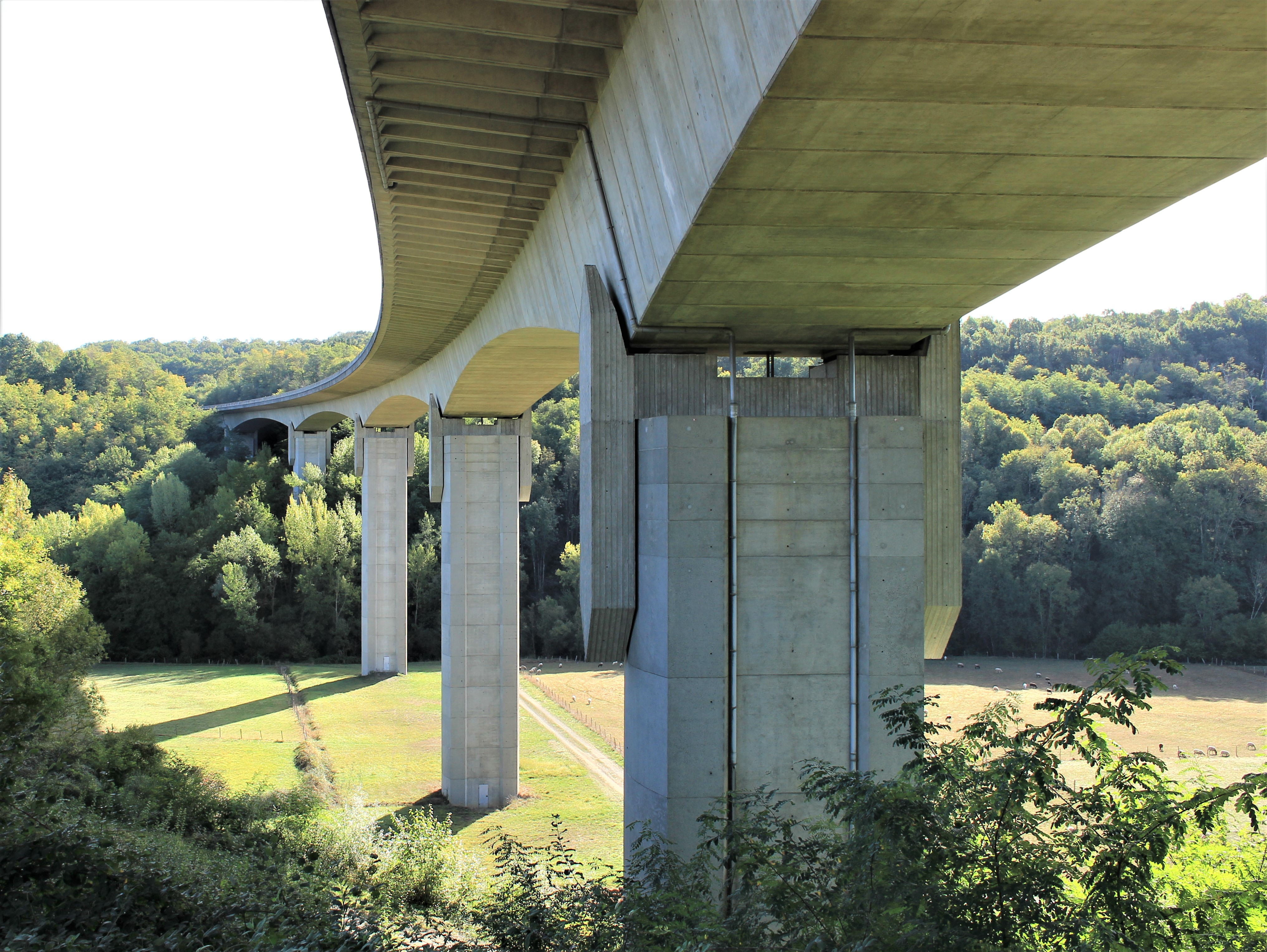
Les piliers.
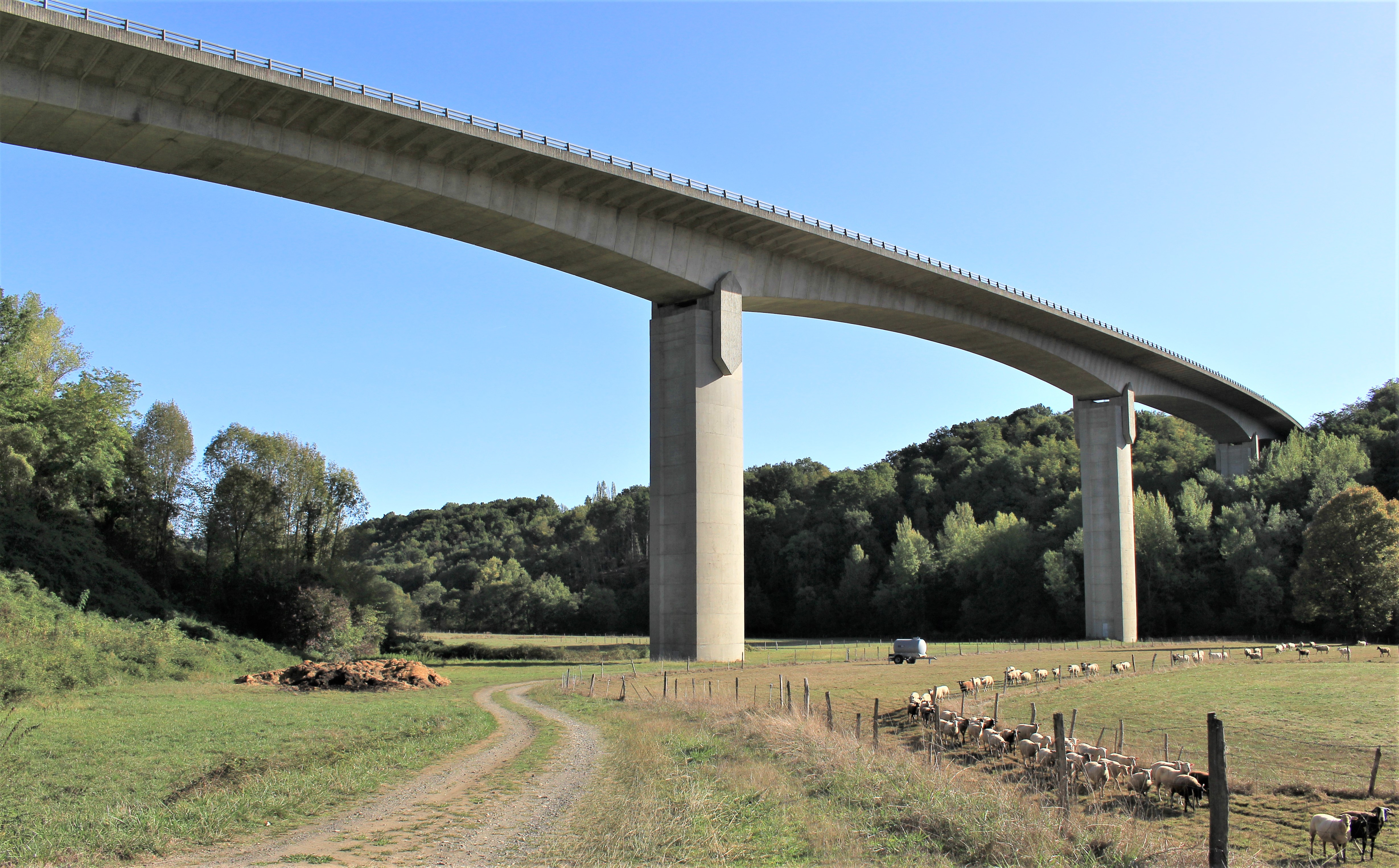
Vue d'en dessous.